# 블랙 호크 전쟁의 에이브러햄 링컨
에이브러햄 링컨은 블랙 호크 전쟁 중인 1832년 4월 21일부터 1832년 7월 10일까지 일리노이 민병대에서 자원봉사자로 복무했다. 링컨은 복무 기간 동안 전투에 참여하지 않았지만, 첫 번째 중대 대장으로 선출되었다. 그는 또한 전쟁의 두 전투 이후에 참석하여 민병대 전사자들을 매장하는 데 도움을 주었다. 그는 전쟁 중에 복무에 소집되고 해제되었으며, 대위에서 일병으로 강등되어 제이콥 얼리 대위가 지휘하는 독립 첩보 중대에서 복무를 마쳤다.
링컨의 복무는 그에게 깊은 인상을 남겼고, 그는 나중에 겸손과 유머를 섞어 그 이야기를 전했다. 그의 복무를 통해 그는 평생의 정치적 관계를 형성했다. 또한 그는 군 복무에 대한 대가로 미국 정부로부터 토지 보조금을 받았다. 링컨은 중대 지휘를 맡을 때 군사 경험이 없었지만, 그는 일반적으로 유능하고 역량 있는 지도자로 평가받는다.

## 배경
이전의 분쟁 조약으로 인해 자신의 출생지를 잃은 것에 분노하고, 영향을 받은 다른 부족들의 최선의 이익에 반하여, 블랙 호크는 1830년부터 미시시피강을 여러 차례 침범했다. 매번 그는 유혈 사태 없이 서쪽으로 돌아가도록 설득되었다. 1832년 4월, 다른 부족과 영국과의 동맹 약속에 고무되어 그는 다시 자신의 "영국 부대"를 일리노이주로 이동시켰다.
1832년 4월 5일, 블랙 호크와 약 1,000명의 전사 및 민간인이 미시시피강을 다시 건너 일리노이로 들어와 자신들의 땅을 되찾으려 했다. 블랙 호크 부대의 약 절반은 전투원이었고 나머지는 여성, 어린이, 노인으로 구성되었다. 이 부대는 사우크족, 메스콰키족, 일부 포타와토미족, 일부 키카푸족으로 구성되었으며, 또한 위네바고족의 일부 구성원들은 블랙 호크에게 동정적이었다.
블랙 호크가 일리노이로 건너간 이유는 잃어버린 땅을 되찾고, 아마도 백인 정착에 대항하여 원주민 연합을 결성하기 위함이었다. 다른 일리노이 부족들로부터 영국 부대에 대한 지원 약속이 있었고, 블랙 호크는 캐나다의 영국인들이 지원을 약속했다고 믿었다.
그럼에도 불구하고 블랙 호크는 동맹국을 찾지 못했고, 아이오와로 돌아가려 했으나, 이어진 사건들로 인해 스틸먼스 런 전투가 발생했다. 여러 차례의 교전이 뒤따랐고, 위스콘신주와 일리노이주의 민병대가 블랙 호크 부대를 추적하기 위해 동원되었다. 이 충돌은 블랙 호크 전쟁으로 알려졌다.
블랙 호크가 일리노이주를 침범할 당시 링컨은 뉴세일럼에 살고 있었는데, 그곳에서 2년 동안 거주했다. 블랙 호크 전쟁 이전인 1832년 3월, 링컨은 일리노이주 하원의원 후보 출마를 선언했지만, 선거는 몇 달 남은 상황이었다. 한 달 후, 그는 주지사의 자원 민병대 소집 요청에 응답했다.

## 입대 및 대위 선출
1832년 4월 21일, 링컨과 다른 자원병들은 댈러스 스콧의 소유지에 모였다. 링컨은 뉴세일럼에서 리치랜드 크릭까지 말을 타고 갔는데, 그곳에는 이웃들이 베어즈타운 (일리노이주) 근처에 자원 민병 중대를 조직하기 위해 모여 있었다. 병사들은 공식적으로 선서하고 중대 지휘관을 선출하는 절차를 시작했는데, 그는 대위 계급을 가질 예정이었다. 링컨과 윌리엄 커크패트릭 사이의 선택에서 링컨은 4분의 3의 득표를 얻었다. 여러 해 후, 링컨은 대위로 선출된 것이 "그 이후로 제가 겪은 어떤 성공보다 더 큰 즐거움을 주었습니다."라고 말했다.
링컨은 상거먼군의 제31연대, 민병대 제1사단의 한 부대에서 대위로 임관되었다. 4월 30일까지 그는 새뮤얼 화이트사이드 여단의 한 부대인 제4기마자원연대의 소총 중대 지휘를 맡았다.
병사들은 베어즈타운에서 시간을 보냈는데, 그곳에서 그들은 식량과 무기를 조달했다(링컨을 포함한 많은 병사들이 무기를 소유하지 않았다). 베어즈타운에서의 다른 여가 시간은 중대 간의 경쟁으로 채워졌다. 4월 22일, 링컨이 좋은 캠핑 장소를 놓고 도전을 받았을 때 사건이 발생했다. 링컨과 그의 도전자는 그 장소를 놓고 씨름했고 링컨은 다른 병사들 앞에서 패배했다. 씨름 경기 후, 링컨과 다른 지휘관들은 4월 23일부터 26일까지 가벼운 훈련과 보급품 조달을 수행했다. 4월 28일, 링컨의 중대는 존 J. 하딘 대령에 의해 주 복무에 등록되었고, 링컨은 추가 보급품(위스키, 주식, 주석 팬 등)을 조달했다. 자원병들은 1832년 4월 30일 10 마일 (16 km) 떨어진 러시빌로 행진했다.
러시빌에 도착한 후, 병력은 며칠 동안 록 강 어귀를 향해 계속 행진했다. 5월 초 나머지 대부분은 행군과 재보급으로 보냈다. 여단 지휘관 새뮤얼 화이트사이드 장군은 자원병들을 예언자의 마을로 이동시켰고, 5월 11일 그곳을 불태웠다, 그리고 상류로 40 마일 (64 km) 더 떨어진 딕슨스 페리로 계속 이동했다. 병사들은 5월 12일 딕슨스 페리에 도착했고, 다음 날 이사야 스틸먼과 데이비드 베일리는 블랙 호크와 그의 부대가 진을 치고 있다는 소문이 있는 올드 맨스 크릭으로 병력을 이끌었다.

## 전쟁

### 스틸먼스 런

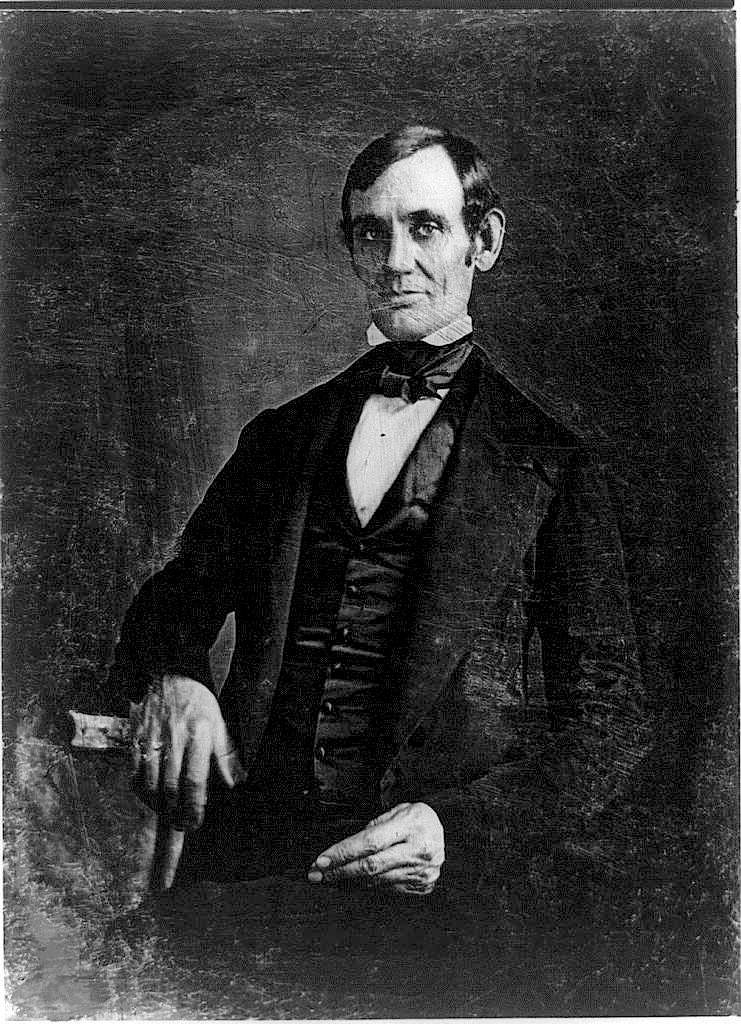
이 사진은 에이브러햄 링컨의 가장 초기 알려진 사진으로, 전쟁 후 약 15년이 지난 1847년경의 것이다.

링컨은 블랙 호크 전쟁 동안 전투에 참여하지 않았다. 그러나 그는 두피가 벗겨진 시신들을 보았고 전쟁의 잔혹한 결과를 목격했다. 링컨은 블랙 호크 전쟁 당시 23세였으며, 자원 민병대에서의 그의 경험은 대통령이 되기 전 그의 유일한 군사 경험이었다.
다양한 자료, 그 중 다수는 에이브러햄 링컨 대통령 도서관 및 박물관에 소장되어 있으며, 스틸먼스 런 전투에서 적대 행위가 시작된 후 링컨 중대의 이동을 기록하고 있다. 1832년 5월 15일, 링컨 중대는 화이트사이드의 지휘 아래 출발하여 해질녘에 스틸먼스 런 현장에 도착했다. 화이트사이드가 민병대 지휘관 헨리 앳킨슨에게 보낸 편지에 따르면, 링컨을 포함한 병사들은 도착했을 때 민병대원들이 죽어 있고, 두피가 벗겨지고, 훼손된 상태로 발견되었다.
2006년 기사에서 스콧 다이어는 화이트사이드의 병사들(링컨 대위 포함)이 다음 날 아침 그 지역을 "행진"하며 스틸먼스 런에서 사망한 사람들을 매장했다고 주장했다. 그들의 움직임은 사우크족을 유인하려는 unsuccessful 시도였으며, 그 후 그들은 딕슨스 페리로 돌아왔다. 링컨의 스틸먼스 런 참가는 2003년 기준 현재도 조사 중이었다.

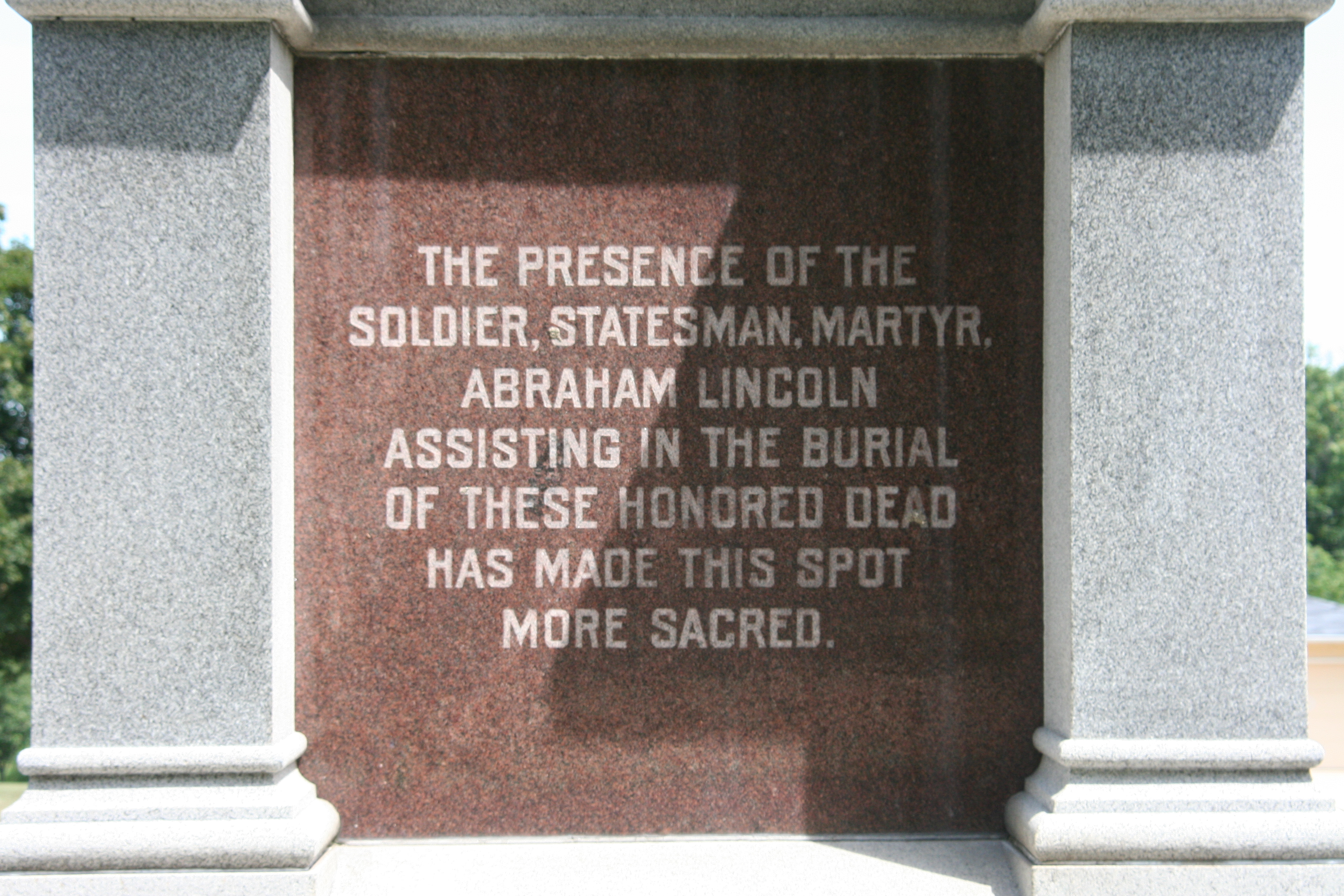
스틸먼 밸리 기념비에 새겨진 링컨의 전투 후 역할에 대한 비문.

1901년에 세워진 전투를 기념하는 스틸먼 밸리 기념비의 대리석 외벽에는 링컨의 스틸먼스 런 참전을 언급하는 내용이 포함되어 있다: "군인, 정치가, 순교자 에이브러햄 링컨이 이 영광스러운 죽음을 매장하는 데 도움을 주었기에 이 장소는 더욱 신성해졌다."
여전히 다른 출처에서는 화이트사이드 장군이 처음으로 전사자들을 전장 남쪽 능선의 공동묘지에 묻었고, 조악한 나무 기념비로 표시했다고 주장한다. 이 출처들은 링컨에 대한 언급을 하지 않는다.

### 대위에서 일병으로
스틸먼스 런 이틀 후, 링컨과 그의 중대는 일리노이주 딕슨스 페리 보급소에서 식사 10쿼트와 돼지고기 10파운드를 받았다. 5월 25일, 20-마일 (32 km) 행군 후, 링컨의 중대는 포 포 그로브 근처에 야영했다. 다음 날, 링컨과 그의 중대는 다시 20 마일 (32 km)를 행군하여 폭스 강 어귀에서 2마일 (3km) 떨어진 곳에 야영했다. 5월 27일, 링컨의 중대는 복무에서 해제되었다. 링컨은 지휘관에서 해임되었고, 오타와 (일리노이주)에서 엘리야 아일스 대위의 중대 소속 일병으로 재입대했다.
민병대 지휘관 헨리 앳킨슨은 5월 28일 오타와에 도착했고, 5월 29일 로버트 앤더슨 (군인) 중위는 링컨과 다른 71명의 전직 장교들을 아일스 휘하의 기마 자원병 중대로 공식적으로 소집했다. 앳킨슨은 떠나서 레이놀즈 주지사를 만났고; 앳킨슨은 5월 30일 오타와로 돌아와 6월 15일에 추가 민병대 증원군이 도착할 때까지 블랙 호크를 추격하지 않기로 결정했다. 1832년 6월 6일, 링컨이 포함된 아일스 대위의 중대는 딕슨스 페리로 행군을 시작했고; 그들은 6월 7일 오후에 도착했다.
6월 8일부터 6월 10일까지 중대는 갈레나를 향해 이동했다. 6월 8일, 부대는 딕슨스 페리에서 20 마일 (32 km) 떨어진 곳에 야영했고, 6월 9일에는 애플 리버 요새 근처에 야영했다. 중대는 갈레나 사람들이 낙담한 것을 발견하고 6월 11일 딕슨스 페리로 돌아오라는 명령을 받았다. 돌아오는 길에 부대는 갈레나로 갈 때 사용했던 같은 야영지에 야영했다. 병사들은 6월 13일 딕슨스 페리로 돌아왔고, 6월 16일 앤더슨은 포트 윌번에서 그들을 복무에서 해제했다.
6월 16일부터 7월 10일까지 링컨은 제이콥 얼리 대위의 독립 중대에서 일병으로 복무했다. 얼리 중대는 "독립 첩보 중대"로 알려졌는데, 앳킨슨에 의해 연방 복무에 투입되었고 다른 여단들과는 별도로 작전하도록 의도되었다.
나중에 링컨은 윌리엄 헌든에게 이렇게 말했다. "저는 일이 없었고, 더 이상 싸움의 위험이 없었기 때문에 다시 입대하는 것보다 더 나은 것을 할 수 없었습니다." 얼리 중대는 6월 20일 공식적으로 복무에 소집되었고, 이틀 후 딕슨스 페리의 휴 브래디 장군에게 보고하라는 명령을 받았다. 중대는 1832년 6월 25일까지 딕슨스 페리에 머물렀다. 얼리 중대는 6월 25일 오후 4시에 켈로그스 그로브로 파견되었다.

### 켈로그 그로브

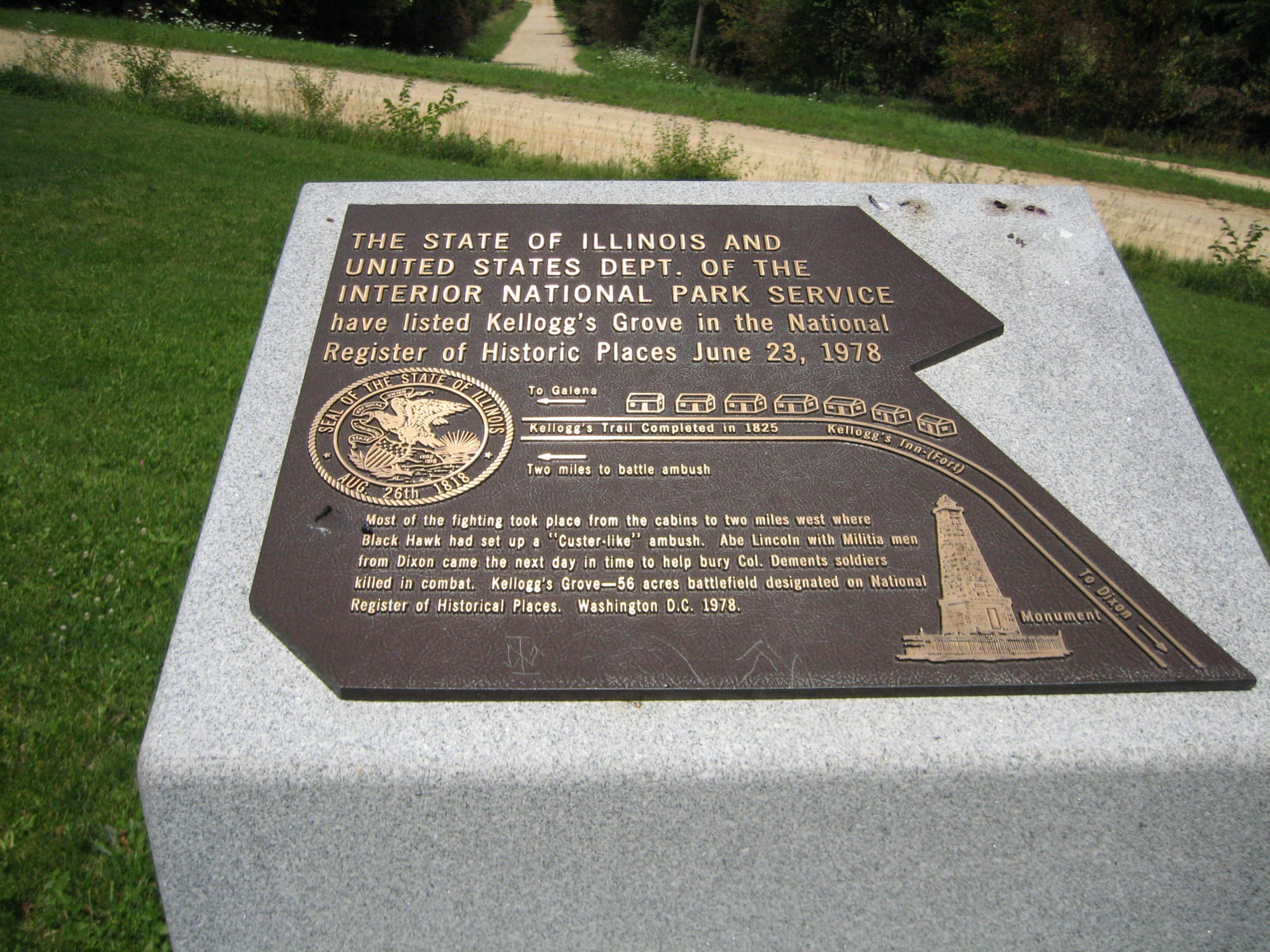
켈로그 그로브 전투 현장의 명판에는 링컨의 존재가 언급되어 있다.

여러 출처에 따르면 1832년 6월 26일, 제2차 켈로그 그로브 전투 다음 날 아침, 얼리 중대원들은 켈로그 그로브에 도착하여 사망자 매장을 도왔다. 링컨은 매장을 도왔고, 나중에 켈로그 그로브와 스틸먼스 런 전투와 관련된 그의 경험에 대해 진술했다.
우리가 그들의 진지가 있는 작은 언덕을 올라갔을 때 그 남자들이 어떻게 보였는지 정확히 기억합니다. 아침 햇살의 붉은 빛이 그들이 우리 쪽으로 머리를 대고 땅에 누워 있는 그들에게 비치고 있었습니다. 그리고 모든 남자의 머리 꼭대기에는 붉은 피부를 가진 사람들이 두피를 가져간, 달러 크기만한 둥근 붉은 점이 있었습니다. 그것은 끔찍했지만 기괴했으며, 붉은 햇살은 모든 것을 온통 칠하는 듯했습니다. 한 남자는 벅스킨 바지를 입고 있었던 것이 기억납니다.
링컨의 인용문은 윌리엄 H. 헌든과 제시 W. 윅의 『링컨의 생애』와 칼 샌드버그의 링컨 전기 『에이브러햄 링컨: 초원 시절』에 모두 실려 있다. 켈로그 그로브의 미국 국립사적지 등재를 위한 미국 문서에는 링컨의 존재가 역사적 중요성의 일부로 인용되어 있다.
같은 날인 6월 16일, 얼리 대위는 앳킨슨 장군에게 상황을 자신의 말로 설명하는 편지를 썼다.
저는 오늘 아침 [26일] 동이 틀 무렵 여기에 도착하여 포지 장군의 병사들이 여기에 야영하고 있는 것을 발견했습니다. 데멘트 소령 대대에 대한 공격과 관련된 상황은 제가 파악할 수 있는 한 본질적으로 이렇습니다. 어제 아침 소령은 미시시피로 이어지는 길을 조사하기 위해 소규모 병력을 파견했습니다. 분견대는 반 마일도 채 나아가지 못했을 때, 그들로부터 얼마 떨어지지 않은 곳에서 몇몇 인디언들을 발견했습니다. 병사들은 무질서하게 그들에게 달려들다가 울창한 숲에 숨어 있던 인디언 본대와 마주쳤습니다. 인디언들을 보자 병사들은 방향을 바꾸어 서둘러 도망쳤고, 데멘트 소령이 그들을 재집결시키려는 모든 노력은 헛수고였습니다 (당시 병사들이 인디언들 앞에서 후퇴하기 시작했을 때 데멘트 소령은 수비대에서 증원군과 함께 도착했습니다. 소령은 저에게 현장에 있는 자신의 병력이 적군과 수가 같다고 말했습니다. 병사들이 요새로 후퇴한 후 인디언들은 집을 에워싸고 말들을 죽이기 시작했습니다. 그들은 2~3시간 동안 집과 말들에게 끊임없이 총격을 가했습니다. 데멘트 소령은 5명이 사망하고 여러 명이 부상당했지만 치명상은 없었습니다. 인디언들이 그곳을 떠났을 때 그들은 4개의 호수에 있는 그들의 야영지로 후퇴했습니다.

포지 장군이 해가 질 무렵 약 한 시간 후에 도착했을 때 그는 인디언들이 후퇴한 방향으로 한 연대를 보냈습니다. 그들이 약 ½마일 정도 진행했을 때 인디언들은 초원 가장자리의 울창한 숲에서 모습을 드러냈습니다... 그들 [연대]은 적과 교전하지 않고 그들의 진지로 후퇴했습니다. 위에서 언급된 길은 아직 조사되지 않았습니다. 포지 장군은 저와 함께 분견대를 보내어 조사할 것이라고 말했습니다. 제가 그것을 보는 즉시 제가 줄 수 있는 최고의 정보를 드리겠습니다.

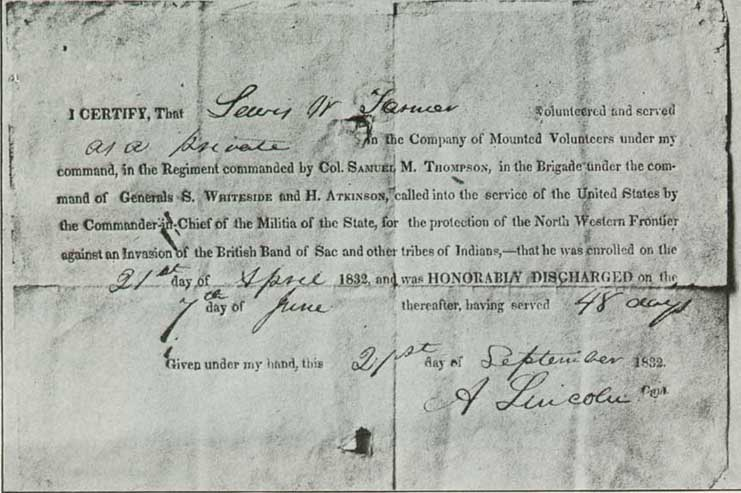
링컨이 그의 지휘 아래 있던 일병에게 서명한 명예로운 제대 증명서.

링컨을 포함한 얼리 중대는 6월 28일까지 켈로그스 그로브에 머물렀고, 그 후 딕슨스 페리로 돌아가는 행군을 시작했다. 그들은 6월 29일 오전 6시경에 도착했다.

### 해제
1832년 7월 10일, 앳킨슨은 병력이 너무 많다고 판단하고 링컨을 포함한 얼리 중대를 해제했다. 링컨의 군 경력은 시작된 지 3개월도 채 되지 않아 끝났다. 병사로서 마지막 임무로 링컨은 로버트 앤더슨 (군인) 중위에게 중대 명부를 작성했는데, 앤더슨은 그를 아일스 휘하의 두 번째 중대에 소집했던 인물이었다.
링컨의 말은 동료의 말과 함께 제대 전날 밤 도난당했다. 그래서 그들은 대부분 걸어서, 가끔씩은 다른 동료의 말을 타고 뉴세일럼으로 돌아갔다. 피오리아 (일리노이주)에 도착하자 링컨과 그의 전우는 카누를 사서 일리노이강을 따라 하바나까지 내려갔다. 하바나에서 그들은 하선하여 마지막 23-마일 (37 km) 여정을 걸어서 마쳤다.

## 링컨의 군사 능력

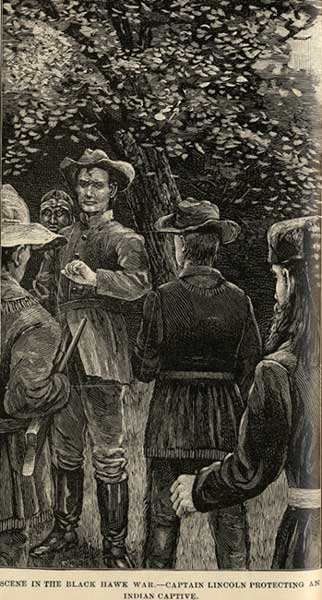
링컨이 전쟁 중 자신의 병사들로부터 원주민을 보호하는 모습이 자주 묘사된다.

링컨은 중대장으로 선출될 당시 군사 경험이 없었지만, 많은 자료에서 그를 유능한 지휘관이자 인기 있는 지도자로 묘사했다. 링컨 자신도 전투에 참여하고 싶어 했지만, 그의 중대는 거칠다고 묘사되었고 그러한 싸움의 결과는 링컨에게 긍정적이지 않았을 수 있다. 존 토드 스튜어트는 링컨의 블랙 호크 전쟁 복무 기간 동안, 그는 뛰어난 힘과 운동 능력, 그리고 친절한 태도와 이야기꾼으로서의 재능으로 두드러졌다고 언급했다.
링컨의 블랙 호크 전쟁 복무에서 자주 반복되는 이야기는 링컨의 정직함과 용감하고 유능한 리더십 자질을 보여준다. 이 이야기는 링컨 대위의 야영지에 들어온 포타와토미족에 관한 것이다. 링컨의 병사들은 그를 스파이로 여겨 죽이려 했다. 이야기에 따르면 링컨은 자신을 원주민과 병사들의 머스켓 사이에 던져 그들의 무기를 위로 쳐올려 포타와토미족을 보호했다. 민병대원들은 몇 초간의 격렬한 언쟁 끝에 물러섰다.
전쟁 중 링컨의 리더십에 대한 또 다른 자주 반복되는 이야기는 군 지휘관으로서의 그의 미숙함을 보여준다. 이야기에 따르면 링컨은 그의 중대를 이끌고 있었는데, 부대가 통과해야 할 열린 문을 만났다. 병사들을 문을 통해 지시할 적절한 명령을 기억하지 못하자, 링컨은 "정지!"를 외치고 병사들에게 2분 동안 해산한 후 문 반대편에서 재편성하라고 명령했다.
링컨의 군사 지도자로서의 능력에 대한 다른 부정적인 평가들은 1870년대에 J. F. 스나이더가 블랙 호크 전쟁 당시 링컨의 부하 몇 명을 인터뷰하면서 나왔다. 스나이더는 병사들이 "링컨에 대한 악의는 전혀 언급하지 않았지만 항상 조롱하는 정신으로 이야기했다"고 주장했으며, 그들은 링컨을 "게으르고 저속하다", "농담, 부조리"라고 묘사했고, 병사들은 "그의 용기에 대해 심각한 의심을 품었다"고 했다.

## 유산과 링컨에 대한 영향
1852년 4월 16일, 1850년 의회법에 따라 링컨은 블랙 호크 전쟁 복무에 대한 대가로 아이오와주에서 40-에이커 (160,000 m2)의 토지 보조금을 받았다. 인디언 전쟁에 참전한 병사들은 복무의 대가로 종종 토지 보조금을 받았다. 링컨은 총 160 에이커 (0.65 km2)를 받았는데, 나머지 120 에이커 (0.49 km2)는 1856년에 그에게 주어졌다. 물질적인 보상 외에도, 블랙 호크 전쟁 기간 동안 링컨의 복무는 그가 일리노이 전역에서 정치적 연줄을 쌓는 데 도움이 되었다. 데이비드 허버트 도널드는 1996년 저서 『링컨』에서 다음과 같이 언급했다.
주 여러 지역에서 온 자원병들을 만나는 것은 그에게 정치적으로 유용했으며, 그의 명성을 넓혔다. 군대에 있는 동안 그는 신중하고 보수적인 퀸시 변호사 오빌 히크먼 브라우닝과 같은 주 내의 여러 떠오르는 젊은 정치 지도자들과 접촉했는데, 그는 그의 가장 영향력 있고 비판적인 친구 중 한 명이 될 것이다. 더 중요한 것은 링컨과 같은 대대에서 소령으로 복무했던 스프링필드 변호사 존 토드 스튜어트와의 인연이었다.
후에 1859년, 링컨은 블랙 호크 전쟁 복무를 즐겁게 회상하며, 대위로 선출된 것을 자신의 삶에서 가장 자랑스러운 순간 중 하나로 꼽았다. 그의 블랙 호크 전쟁 복무는 "그의 삶을 형성한 환경"으로 언급되었으며, 그가 나중에 겸손과 자기 비하로 언급한 것이기도 하다. 링컨은 1848년 미국 의회에서 연설하는 동안 자신의 블랙 호크 전쟁 복무에 대해 장난기 어린 발언을 한 적이 있는데, 스틸먼스 런 전투를 직접 언급했다.
그런데 의장님, 제가 군사 영웅이라는 것을 아셨습니까? 그렇습니다, 블랙 호크 전쟁 시절에 저는 싸우고, 피를 흘리고, 돌아왔습니다... 저는 스틸먼의 패배에 있었던 것은 아니지만, 루이스 캐스가 윌리엄 헐의 항복에 가까웠던 것만큼이나 가까웠고, 그처럼 저는 그곳을 아주 곧바로 보았습니다... 그가 살아있는, 싸우는 인디언들을 보았다면, 저보다 더한 것이었습니다. 하지만 저는 모기들과 많은 피비린내 나는 싸움을 했고, 피를 많이 흘려 기절하지는 않았지만, 종종 매우 배고팠다고 진정으로 말할 수 있습니다.
일부는 링컨의 짧은 민병대 복무가 훗날 남북 전쟁 중 대통령 리더십에 중요하다고 여겼다. 2002년 에세이집 『에이브러햄 링컨 재발견』은 남북 전쟁 당시 링컨의 군사 문제에 대한 익숙함을 "이질적"이라고 묘사하며, 그가 자신의 군 복무를 조롱의 대상으로 여겼다고 지적했다.
그가 대통령 선거 운동을 할 때, 전쟁 발발 전 그가 만났던 포타와토미족을 그의 부하들이 죽이는 것을 링컨이 막았던 이야기가 선거 운동 전기에도 실렸다. 뉴욕 타임스의 1860년 선거 운동 보도에 따르면 링컨의 전쟁 중 대위 복무가 언급되었다. 같은 기사에서는 블랙 호크 전쟁 중 그의 용기가 전쟁 후 뉴세일럼의 우체국장 임명으로 이어졌을 수 있다고 암시한다. 링컨 암살 사건 이후, 랠프 월도 에머슨은 콩코드 (매사추세츠주)에서 링컨의 블랙 호크 전쟁 복무를 강조하는 연설을 했다.

## 같이 보기
- 에이브러햄 링컨의 초기 생애와 경력

## 내용주
1. ↑  이 그룹은 1812년 전쟁 동안 영국에 대한 이전 지원과 영국 무역에 대한 지속적인 의존, 그리고 미국 권위에 대한 저항으로 진영에 영국 국기를 게양했기 때문에 "영국 부대"로 불렸다. 루이스, "배경" 참조.
2. ↑  Lewis, James. "The Black Hawk War of 1832 보관됨 2009-08-15 - 웨이백 머신," Abraham Lincoln Digitization Project, Northern Illinois University. Retrieved August 1, 2007.
3. ↑  Lewis, James. "Introduction 보관됨 2009-04-20 - 웨이백 머신," The Black Hawk War of 1832, Abraham Lincoln Digitization Project, Northern Illinois University. Retrieved August 1, 2007.
4. ↑  Harmet, p. 13.
5. 1 2 3  "April 6: The U.S. suspects Black Hawk is crossing the Mississippi 보관됨 2009-01-26 - 웨이백 머신," Historic Diaries: The Black Hawk War, Wisconsin State Historical Society. Retrieved August 1, 2007.
6. ↑  Lewis, James. "Background 보관됨 2008-05-16 - 웨이백 머신," The Black Hawk War of 1832, Abraham Lincoln Digitization Project, Northern Illinois University. Retrieved August 1, 2007.
7. ↑  "May 14: Black Hawk's Victory at the Battle of Stillman's Run 보관됨 2007-08-14 - 웨이백 머신," Historic Diaries: The Black Hawk War, Wisconsin State Historical Society. Retrieved August 6, 2007.
8. ↑  맥거번, 조지 S. et al. Abraham Lincoln, (Google Books), Macmillan, 2008, p. 21, (ISBN 0-8050-8345-6).
9. 1 2 3  "April 21: Abraham Lincoln in the Black Hawk War 보관됨 2008-12-03 - 웨이백 머신", Historic Diaries: Black Hawk War, Wisconsin Historical Society, accessed April 12, 2009.
10. 1 2 3 4 5 6 7 8 9 10  "Captain Abraham Lincoln", Illinois State Military Museum, 일리노이 주방위군, accessed April 12, 2009.
11. 1 2 3  샌드버그, 칼 and Goodman, Edward C. Abraham Lincoln: The Prairie Years and the War Years, (Google Books), Illustrated and abridged edition,  Sterling Publishing Company, 2007 p. 30, (ISBN 1-4027-4288-6).
12. 1 2 3  Jung, The Black Hawk War of 1832, pp. 79-85.
13. ↑  Donald, David Herbert (1995). 《Lincoln》. New York: Touchstone. 44쪽.
14. 1 2 3 4  "April, 1832 보관됨 2008-10-12 - 웨이백 머신", The Lincoln Log.
15. ↑  링컨 중대는 제130보병연대 (미국)의 계보에 있는 부대 편성의 일부였다.
16. 1 2  홀랜드, 조시아 길버트. Holland's Life of Abraham Lincoln, (Google Books), University of Nebraska Press, 1998, p. 50-51, (ISBN 0-8032-7303-7).
17. 1 2 3 4 5 6 7 8 9 10 11  “June 1832”. The Lincoln Log (The Papers of Abraham Lincoln). 2013년 6월 4일에 확인함.
18. 1 2 3 4  "NIU-produced Lincoln documentary, local history Web site debut April 28 보관됨 2009-03-16 - 웨이백 머신", (보도자료), 노던일리노이 대학교, April 19, 2005, accessed April 12, 2009.
19. ↑  Monroe, R.D. "Indian Fighting and Politics in New Salem, 1831–1836 보관됨 2009-02-09 - 웨이백 머신", Lincoln/Net: Abraham Lincoln Historical Digitization Project, 노던일리노이 대학교 libraries, accessed April 12, 2009.
20. ↑  Dyar, Scott D. "Stillman's Run: Militia's Foulest Hour," Military History, March 2006, pp. 38–44, 72.
21. ↑  Braun, Robert A. "Abraham Lincoln's Military Service During the Black Hawk War: An Introduction, November 2002 and March 2003, Old Lead Historical Society. Retrieved August 11, 2007. Archived 2009-10-24.
22. 1 2  Davis, William. Lincoln's Men (구글 도서), Simon and Schuster: 1999, p. 12, (ISBN 0-684-82351-9). Retrieved August 11, 2007.
23. 1 2 3 4  Dameier, Evelyn. "Kellogg's Grove 보관됨 2007-09-27 - 웨이백 머신", (PDF), National Register of Historic Places Nomination Form, January 18, 1978, HAARGIS Database, Illinois Historic Preservation Agency. Retrieved July 26, 2007.
24. 1 2  "Stillman's Run Memorial 보관됨 2009-03-21 - 웨이백 머신", Historic Places, Abraham Lincoln Online. Retrieved August 11, 2007.
25. ↑  Ford, Thomas and Shields, James.  A History of Illinois, from Its Commencement as a State in 1818 to 1847, (구글 도서), Ivison & Phinney: 1854, p. 123. Retrieved August 12, 2007.
26. ↑  The Lakeside Classics, (구글 도서), R.R. Donnelley and Sons, Co: 1903, p. 179. Retrieved August 12, 2007.
27. 1 2 3 4 5 6 7  “June 1832”. The Lincoln Log (Papers of Abraham Lincoln). 2013년 6월 4일에 확인함.
28. 1 2 3 4  Jung, The Black Hawk War of 1832, pp. 116–135.
29. ↑  로버트 앤더슨 (군인) 중위는 나중에 링컨 대통령의 명령에 따라 남북 전쟁의 첫 포격전에서 섬터 요새를 방어했다. Jung, The Black Hawk War of 1832, p. 101 참조.
30. ↑  Jung, The Black Hawk War of 1832, pp. 100–109.
31. ↑  Sandburg, Carl. Abraham Lincoln: The Prairie Years and The War Years, (Google Books), Houghton Mifflin Harcourt, 2002, p. 32, (ISBN 0-15-602752-6).
32. 1 2  Angle, Paul M. The Lincoln Reader, (Google Books), Kessinger Publishing, 2005, p. 45, (ISBN 1-4191-4062-0).
33. 1 2  겔조, 앨런 C. Abraham Lincoln: Redeemer President, (Google Books), Wm. B. Eerdmans Publishing, 2003, pp. 66–67, (ISBN 0-8028-4293-3).
34. ↑  Whipple, Wayne. The Heart of Lincoln: : The Soul of the Man as Revealed in Story and Anecdote, (Google Books), G.W. Jacobs & Company, 1915, p. 30.
35. ↑  Boritt, G.S. and Forness, Norman O. The Historian's Lincoln: Pseudohistory, Psychohistory, and History, (Google Books), University of Illinois Press, 1996, p. 171, (ISBN 0-252-06544-1).
36. ↑  아놀드, 아이작 N. The Life of Abraham Lincoln, (Google Books), Digital Scanning Inc, 2008, pp. 34–35, (ISBN 1-58218-759-2).
37. ↑  헌든, 윌리엄 H. and 바이크, 제시 윌리엄. Herndon's Life of Lincoln: The History and Personal Recollections of Abraham Lincoln, (Google Books), Da Capo Press, 1983, pp. 77–78, (ISBN 0-306-80195-7).
38. 1 2 3  브라운, 프랜시스 피셔.  The Everyday Life of Abraham Lincoln, Browne & Howell Company: 1913, pp. 37–40. Retrieved August 11, 2007.
39. 1 2  "Black Hawk; His Stormy Career and Final Capture -- Jefferson Davis, Taylor, and Lincoln in the Strife", The New York Times, August 15, 1903.
40. 1 2  Collections – State Historical Society of Wisconsin, (Google Books), State Historical Society of Wisconsin, 1898, vol. 14, pp. 132–33.
41. ↑  Schwieder, Dorothy. Iowa: The Middle Land, (Google Books), University of Iowa Press, 1996, pp. 43–44, (ISBN 1-58729-549-0).
42. ↑  도널드, 데이비드 허버트. Lincoln, (Google Books), Simon and Schuster, 1996, p. 45, ISBN 068482535X.
43. ↑  참조: 오빌 히크먼 브라우닝.
44. ↑  참조: 존 토드 스튜어트.
45. ↑  Thompson, David Decamp. Abraham Lincoln, The First American, ( Internet Archive), Cranston & Curts, 1895, p. 31.
46. ↑  Ritter, Charles F. and Wakelyn, Jon L. Leaders of the American Civil War A Biographical and Historiographical Dictionary, (Google Books), Greenwood Publishing Group, 1998, p. 236, (ISBN 0-313-29560-3).
47. 1 2  Polelle, Mark Robert. Leadership: Fifty Great Leaders and the Worlds They Made, (Google Books), Greenwood Publishing Group, 2008, p. 14, (ISBN 0-313-34814-6).
48. ↑  Simon, John Y., 홀저, 해롤드, and Ruark, Dawn. The Lincoln Forum: Rediscovering Abraham Lincoln, (Google Books), Fordham University Press, 2002, pp. 88–89, (ISBN 0-8232-2215-2).
49. 1 2  "The Candidates; Sketch of the Career of the Hon. Abraham Lincoln", The New York Times, May 19, 1860, accessed April 13, 2009.
50. ↑  "Lincoln's New Salem 1830–1837", 링컨 홈 국립 역사 유적지, nps.gov, accessed April 13, 2009.
51. ↑  Emerson, Ralph W. "Our Late President; Character of President Lincoln", The New York Times, May 4, 1865, accessed April 13, 2009.

## 추가 자료
- Efflandt, Lloyd H. Lincoln and the Black Hawk War, (Google Books), Rock Island Arsenal Historical Society, 1992. (ISBN 0-9617938-2-1).
- "Abraham Lincoln in the Black Hawk War", 뉴욕 타임스, December 6, 1868, accessed April 13, 2009.
- Lanigan, Kelly "Abraham Lincoln: 'First Experience as a Leader of Men'", VFW Magazine, February 2009, accessed April 13, 2009.